# Nati il 2 giugno
| Questa pagina contiene informazioni ricavate automaticamente dalle voci biografiche con l'ausilio del template Bio e di un bot. L'aggiornamento è periodico e automatico e ricostruisce completamente la pagina. Se manca una persona in questa lista, sei pregato di non aggiungerla, ma accertati piuttosto che la sua voce biografica contenga il template Bio e che i dati anagrafici siano correttamente compilati. Se il template Bio manca, inseriscilo tu stesso o, in alternativa, metti l'avviso {{tmp\|Bio}} che ne segnala la mancanza. Se i dati riportati sono sbagliati, correggi direttamente la voce biografica; le modifiche saranno visibili in questa lista entro pochi giorni. Per chiarimenti vedi il progetto biografie. La lista contiene solo le 1.058 persone che sono citate nell'enciclopedia e per le quali è stato implementato correttamente il template Bio. Pagina aggiornata al 13 ago 2025. |

## XIII secolo(1)
- 1202 - Margherita II di Fiandra, nobile fiamminga († 1280)

## XIV secolo(1)
- 1305 - Abu Sa'id, mongolo († 1335)

## XV secolo(3)
- 1423 - Ferdinando I di Napoli, sovrano italiano († 1494)
- 1448 - Domenico Ghirlandaio, pittore italiano († 1494)
- 1489 - Carlo IV di Borbone-Vendôme, nobile († 1537)

## XVI secolo(4)
- 1510 - Mary Brandon, nobildonna inglese († 1544)
- 1534 - Volcher Coiter, anatomista e naturalista olandese († 1576)
- 1535 - Papa Leone XI, papa, vescovo cattolico e cardinale italiano († 1605)
- 1565 - Francisco Ribalta, pittore spagnolo († 1628)

## XVII secolo(15)
- 1602 - Rodolfo Cristiano della Frisia orientale, conte († 1628)
- 1608 - Pietro Cesare Alberti, viaggiatore italiano († 1655)
- 1614 - Bernardo Guasconi, avventuriero e diplomatico italiano († 1687)
- 1618 - Carlo Gonzaga, marchese († 1685)
- 1621 - Jacopo Chiavistelli, pittore e scenografo italiano († 1698)
- 1635 - Laurent d'Arvieux, viaggiatore francese († 1702)
- 1638 - Henry Hyde, II conte di Clarendon, politico inglese († 1709)
- 1658 - Pier Marcellino Corradini, cardinale e arcivescovo cattolico italiano († 1743)
- 1674 - Matthias Buchinger, artista, calligrafo e illusionista tedesco († 1740)
- 1676 - Francesco Maria Loyero, vescovo cattolico e letterato italiano († 1736)
- 1683 - Thomas-Simon Gueullette, drammaturgo francese († 1766)
- 1690 - Louis Petit de Bachaumont, scrittore francese († 1771)
- 1691 - Niccolò Nasoni, pittore e architetto italiano († 1773)
- 1699 - Marie-Thérèse Rodet Geoffrin, francese († 1777)
- 1700 - Pietro Godenti, viaggiatore e insegnante italiano († 1781)

## XVIII secolo(22)
- 1719 - Louis-Paul Abeille, economista francese († 1807)
- 1719 - Michel-Jean Sedaine, drammaturgo francese († 1797)
- 1725 - Marco Aurelio Balbis Bertone, vescovo cattolico italiano († 1789)
- 1727 - Salvatore Branciforte, nobile, politico e militare italiano († 1799)
- 1731 - Martha Washington, first lady statunitense († 1802)
- 1733 - Carlo Anselmo di Thurn und Taxis, principe († 1805)
- 1737 - Ernesto Augusto II di Sassonia-Weimar-Eisenach, duca († 1758)
- 1740 - Marchese de Sade, scrittore, filosofo e drammaturgo francese († 1814)
- 1742 - Eugenius Johann Christoph Esper, entomologo tedesco († 1810)
- 1743 - Giambattista Boetti, condottiero italiano († 1798)
- 1743 - Cagliostro, avventuriero italiano († 1795)
- 1743 - Giuseppe Serventi, medico, banchiere e imprenditore italiano († 1826)
- 1746 - Wilhelm Cramer, violinista e direttore d'orchestra tedesco († 1799)
- 1751 - Jean-Joseph-Victor Genissieu, politico, avvocato e magistrato francese († 1804)
- 1758 - Juan José Paso, avvocato e politico argentino († 1833)
- 1767 - Gaetano Trigona e Parisi, cardinale e arcivescovo cattolico italiano († 1837)
- 1768 - François-Antoine Arbaud, vescovo cattolico francese († 1836)
- 1773 - John Randolph, politico e diplomatico statunitense († 1833)
- 1780 - Elisabetta Manfredini, soprano italiano
- 1787 - Nils Gabriel Sefström, chimico svedese († 1845)
- 1790 - Ivan Illarionovič Voroncov-Daškov, nobile e diplomatico russo († 1854)
- 1793 - Horatio Bolton, compositore di scacchi britannico († 1873)

## XIX secolo(150)
- 1801 - Atanasio Cruz Aguirre, politico uruguaiano († 1875)
- 1802 - Michail Vasil'evič Paškov, generale russo († 1863)
- 1802 - Luigi Scozia di Calliano, generale italiano († 1877)
- 1802 - Francesco Antonio Turati, imprenditore, filantropo e nobile italiano († 1873)
- 1802 - Arend Friedrich August Wiegmann, zoologo tedesco († 1841)
- 1807 - Jozef Kozáček, presbitero e attivista slovacco († 1877)
- 1811 - Pierre-Simon de Dreux-Brézé, vescovo cattolico francese († 1893)
- 1812 - Pietro Beltrami, imprenditore e politico italiano († 1872)
- 1816 - Grace Aguilar, scrittrice britannica († 1847)
- 1816 - Constantin Alexandru Rosetti, scrittore, giornalista e politico romeno († 1885)
- 1816 - Giovanni Battista Zappi, generale italiano († 1885)
- 1817 - Victor Séjour, scrittore e drammaturgo statunitense († 1874)
- 1820 - Pavel Petrovič Vjazemskij, politico, scrittore e storico russo († 1888)
- 1821 - Ion C. Brătianu, politico romeno († 1891)
- 1821 - Charles Landelle, pittore francese († 1908)
- 1822 - John Spencer-Churchill, VII duca di Marlborough, nobile e politico britannico († 1883)
- 1823 - Adolf Bernhard Christoph Hilgenfeld, biblista e teologo tedesco († 1907)
- 1824 - Samuel Wilks, medico e biografo britannico († 1911)
- 1827 - Filippo Lamponi, prefetto italiano († 1881)
- 1827 - Konstantin Petrovič Pobedonoscev, giurista, politico e educatore russo († 1907)
- 1828 - Antelmo Severini, orientalista e traduttore italiano († 1909)
- 1830 - Olivier Métra, compositore e direttore d'orchestra francese († 1889)
- 1831 - Marcelino Sanz de Sautuola, giurista e archeologo spagnolo († 1888)
- 1833 - Icilio Calzolari, fotografo italiano († 1906)
- 1833 - Segismundo Moret, politico spagnolo († 1913)
- 1834 - Teresa Stolz, soprano austriaco († 1902)
- 1835 - Abele Damiani, patriota e politico italiano († 1905)
- 1835 - George Dunlop Leslie, pittore britannico († 1921)
- 1835 - Papa Pio X, papa, cardinale e vescovo cattolico italiano († 1914)
- 1835 - Nikolaj Grigor'evič Rubinštejn, pianista e compositore russo († 1881)
- 1836 - Pietro Monaco, brigante italiano († 1863)
- 1837 - Ferdinand Justi, linguista e orientalista tedesco († 1907)
- 1838 - Alessandra di Oldenburg, nobile († 1900)
- 1840 - Thomas Hardy, poeta e scrittore britannico († 1928)
- 1841 - Federico Zandomeneghi, pittore italiano († 1917)
- 1842 - Albert Ladenburg, chimico tedesco († 1911)
- 1845 - Arthur MacArthur, generale e politico statunitense († 1912)
- 1846 - Hubert Henry, militare francese († 1898)
- 1849 - Giuseppe D'Andrea, avvocato e politico italiano († 1934)
- 1850 - Edward Albert Sharpey-Schäfer, fisiologo inglese († 1935)
- 1850 - August von Kaulbach, pittore tedesco († 1920)
- 1851 - Paul Kraske, chirurgo tedesco († 1930)
- 1852 - Eduard Spelterini, fotografo svizzero († 1931)
- 1854 - Max Rubner, fisiologo e igienista tedesco († 1932)
- 1855 - Hermann Julius Kolbe, entomologo tedesco († 1939)
- 1855 - Lando Landucci, giurista e politico italiano († 1937)
- 1855 - Archibald Berkeley Milne, ammiraglio britannico († 1938)
- 1856 - Paul von Jankó, musicista e ingegnere ungherese († 1919)
- 1856 - Norberto Pazzini, pittore italiano († 1937)
- 1857 - Edward Elgar, compositore e direttore d'orchestra britannico († 1934)
- 1857 - Karl Adolph Gjellerup, poeta e scrittore danese († 1919)
- 1857 - Francesco Spetrino, direttore d'orchestra e compositore italiano († 1948)
- 1858 - Heinrich Harder, artista tedesco († 1935)
- 1858 - Jules de Gaultier, filosofo francese († 1942)
- 1859 - Antonio Carminati, scultore italiano († 1908)
- 1859 - Christian von Ehrenfels, filosofo austriaco († 1932)
- 1860 - Gustav Killian, medico tedesco († 1921)
- 1861 - Giulio Jatta, numismatico, archeologo e traduttore italiano († 1891)
- 1861 - Helen Taft, first lady statunitense († 1943)
- 1862 - Émile Mâle, storico dell'arte francese († 1954)
- 1862 - Julius Tafel, chimico tedesco († 1918)
- 1863 - Mac Barnes, attore statunitense († 1923)
- 1863 - Felix Weingartner, compositore e direttore d'orchestra austriaco († 1942)
- 1864 - Wilhelm Souchon, ammiraglio tedesco († 1946)
- 1864 - Ben Webster, attore inglese († 1947)
- 1865 - Hugo Clason, velista svedese († 1935)
- 1865 - Sigmund Feist, linguista tedesco († 1943)
- 1865 - Roberto Lepetit, imprenditore italiano († 1928)
- 1865 - Marianna Mattiocco, modella italiana († 1908)
- 1865 - Vicente Pascual Pastor, architetto spagnolo († 1941)
- 1866 - Marcel Kerff, ciclista su strada belga († 1914)
- 1866 - Edward Penfield, pittore, illustratore e pubblicitario statunitense († 1925)
- 1867 - David Ashworth, allenatore di calcio inglese († 1947)
- 1867 - Karl Ludwig Domenigg, alpinista e giornalista austriaco († 1950)
- 1869 - Reginald Turner, scrittore inglese († 1938)
- 1869 - Konstantin Adamovič Vollosovič, geologo e esploratore russo († 1919)
- 1870 - Giuseppe Lepri, zoologo italiano († 1952)
- 1871 - Angelo Ugo Conz, ammiraglio e politico italiano († 1948)
- 1872 - Orneore Metelli, pittore italiano († 1938)
- 1873 - George Child-Villiers, VIII conte di Jersey, nobile e politico britannico († 1923)
- 1873 - Luigi Falchi, scrittore, poeta e giornalista italiano († 1940)
- 1873 - George MacQuarrie, attore statunitense († 1951)
- 1873 - Giovanni Merloni, politico, giornalista e antifascista italiano († 1936)
- 1873 - Anna Eliza Williams, supercentenaria britannica († 1987)
- 1874 - Ubaldo Barbieri, matematico italiano († 1945)
- 1874 - Ludwig Roselius, imprenditore tedesco († 1943)
- 1874 - Alberto Magnaghi, geografo italiano († 1945)
- 1875 - Emil Abel, chimico austriaco († 1958)
- 1875 - Marie Lenéru, scrittrice e drammaturga francese († 1918)
- 1875 - Primo Panciroli, pittore italiano († 1946)
- 1876 - Embrik Strand, entomologo e aracnologo norvegese († 1947)
- 1877 - Theodosia Harris, scrittrice e sceneggiatrice statunitense († 1938)
- 1878 - Wallace Hartley, violinista e direttore d'orchestra inglese († 1912)
- 1878 - Bella Starace Sainati, attrice italiana († 1958)
- 1879 - Guido Gregoletto, dirigente sportivo e calciatore italiano († 1932)
- 1879 - Alfred Paget, attore britannico († 1919)
- 1881 - Vincenzo Amato, matematico italiano († 1963)
- 1881 - Walter Egan, golfista statunitense († 1971)
- 1882 - Giovanni Malfer, letterato italiano († 1973)
- 1882 - Alessandro Serenelli, criminale italiano († 1970)
- 1883 - Ervin Barker, altista statunitense († 1961)
- 1883 - Luigi Casaril, presbitero italiano († 1980)
- 1884 - Giancarlo Castelbarco, militare italiano († 1917)
- 1884 - Mia May, attrice e cantante austriaca († 1980)
- 1884 - Ferdinando Minoia, pilota automobilistico italiano († 1940)
- 1884 - James Shepherd, tiratore di fune britannico († 1954)
- 1885 - Hans Gerhard Creutzfeldt, neurologo tedesco († 1964)
- 1885 - Luigi Venzano, scultore italiano († 1962)
- 1885 - Shōzaburō Watanabe, editore giapponese († 1962)
- 1886 - Ernst Buschor, archeologo, filologo classico e traduttore tedesco († 1961)
- 1886 - Hermila Galindo, attivista e scrittrice messicana († 1954)
- 1886 - Kristen Vadgaard, ginnasta danese († 1979)
- 1887 - Genaro Estrada, politico, diplomatico e scrittore messicano († 1937)
- 1887 - Gottlieb Hering, militare e criminale di guerra tedesco († 1945)
- 1887 - Gjon Pantalia, gesuita albanese († 1947)
- 1887 - Charles Wilkes, calciatore francese († 1939)
- 1888 - Antonio Nardi, pittore italiano († 1965)
- 1889 - Ernesto Cabruna, carabiniere italiano († 1960)
- 1889 - Erik Jan Hanussen, illusionista austriaco († 1933)
- 1889 - Martha Wentworth, attrice e doppiatrice statunitense († 1974)
- 1890 - Luigi Arrigoni, arcivescovo cattolico italiano († 1948)
- 1890 - Samuel Kohs, psicologo statunitense († 1984)
- 1890 - George Herbert McCaffrey, militare e criminale di guerra statunitense († 1954)
- 1890 - Fritz Münch, direttore d'orchestra francese († 1970)
- 1890 - Albert Parsys, calciatore francese († 1980)
- 1890 - Edgardo Simone, scultore e scenografo italiano († 1948)
- 1891 - Emanuele Caniggia, architetto italiano († 1986)
- 1891 - Maria Scarpetta, commediografa e scrittrice italiana († 1949)
- 1891 - Takijirō Ōnishi, ammiraglio giapponese († 1945)
- 1893 - Cheng Xiaoqing, scrittore cinese († 1976)
- 1893 - John Martin, critico musicale e critico d'arte statunitense († 1985)
- 1894 - Arnaldo Berni, militare italiano († 1918)
- 1894 - Massimo Del Fante, politico e imprenditore italiano († 1971)
- 1894 - Karl Erckert, politico italiano († 1955)
- 1894 - Jean Gachet, pugile francese († 1968)
- 1894 - Lal Hilditch, calciatore e allenatore di calcio inglese († 1977)
- 1894 - Erich Römer, hockeista su ghiaccio tedesco († 1987)
- 1894 - Philippus Bernardus Maria van Straelen, militare olandese († 1942)
- 1895 - William Guy Carr, scrittore e ufficiale canadese († 1959)
- 1895 - Amerigo Fazio, militare italiano († 1936)
- 1895 - Francesco Giontella, imprenditore e politico italiano († 1969)
- 1896 - Li Weihan, politico cinese († 1984)
- 1896 - Fritiof Svensson, lottatore svedese († 1961)
- 1896 - Nicolaas Verhoeven, missionario e vescovo cattolico olandese († 1981)
- 1897 - Carlo Parri, pittore italiano († 1969)
- 1897 - Paul Schmiedlin, calciatore svizzero († 1981)
- 1898 - Verenin Grazia, sindacalista, partigiano e politico italiano († 1972)
- 1898 - Ichirō Kōno, politico giapponese († 1965)
- 1899 - Lotte Reiniger, regista e animatrice tedesca († 1981)
- 1899 - Tonino Spazzoli, antifascista e partigiano italiano († 1944)

## XX secolo(832)
- 1901 - Raymond Asso, paroliere francese († 1968)
- 1901 - Marie Madeleine Gérard, pittrice belga († 1983)
- 1901 - Rudolf Kock, calciatore svedese († 1979)
- 1901 - Terence Sanders, canottiere britannico († 1985)
- 1901 - Cesarina Valobra, soprano italiano († 1982)
- 1902 - Angelo De Marco, giurista, magistrato e costituzionalista italiano († 1977)
- 1902 - Giuseppe Lepori, avvocato, politico e giornalista svizzero († 1968)
- 1902 - René Lunden, bobbista belga († 1942)
- 1902 - Gino Saltamerenda, attore italiano († 1951)
- 1903 - Max Aub, scrittore, drammaturgo e poeta spagnolo († 1972)
- 1904 - Ai Wu, scrittore cinese († 1992)
- 1904 - Joseph O'Connor, pallanuotista irlandese († 1982)
- 1904 - František Plánička, calciatore cecoslovacco († 1996)
- 1904 - Rod Plaxton, hockeista su ghiaccio canadese († 1963)
- 1904 - Johnny Weissmuller, nuotatore, pallanuotista e attore statunitense († 1984)
- 1906 - Cecilia Lavelli, pittrice e modella italiana († 1998)
- 1906 - Carlo Scarpa, architetto e designer italiano († 1978)
- 1907 - Gaetano Colombo, calciatore italiano
- 1907 - Enea Franza, avvocato e politico italiano († 1986)
- 1907 - Wilhelm Langkeit, ufficiale tedesco († 1969)
- 1907 - Othar Turner, musicista statunitense († 2003)
- 1907 - Dorothy West, scrittrice statunitense († 1998)
- 1908 - Costantino Bianchi, ingegnere e politico italiano († 1965)
- 1908 - Franz Herber, militare tedesco († 1996)
- 1908 - Marcel Langiller, calciatore francese († 1980)
- 1908 - Jacques Sevestre, militare francese († 1940)
- 1908 - Steffie Spira, attrice austriaca († 1995)
- 1909 - Rudolf Brandt, avvocato, militare e criminale di guerra tedesco († 1948)
- 1909 - Jim Crockett, imprenditore statunitense († 1973)
- 1909 - Elmar Grin, scrittore e poeta russo († 1999)
- 1909 - Giovanni Balilla Magistri, pittore italiano († 1972)
- 1909 - Runor Sandström, pallanuotista svedese († 1985)
- 1909 - Takayoshi Yoshioka, velocista giapponese († 1984)
- 1910 - Jane Bell, velocista, ostacolista e giavellottista canadese († 1998)
- 1910 - Gino Cicardi, arbitro di calcio italiano († 1991)
- 1910 - Hector Dyer, velocista statunitense († 1990)
- 1910 - Napoleone Moretti, calciatore italiano
- 1911 - Carlo Dragone, presbitero e scrittore italiano († 1974)
- 1911 - Joe McCluskey, siepista statunitense († 2002)
- 1911 - Mario Pierotti, baritono italiano
- 1911 - Giovanni Ravasi, calciatore e allenatore di calcio italiano († 1965)
- 1911 - Xiao Hong, scrittrice cinese († 1942)
- 1912 - Primo Lucchesi, politico italiano († 1985)
- 1912 - Virgilio Paladini, filologo classico italiano († 1971)
- 1912 - Boris Tolmazov, attore sovietico († 1985)
- 1913 - Marcel Marchal, calciatore francese († 1993)
- 1913 - Barbara Pym, scrittrice britannica († 1980)
- 1913 - Walter Andreas Schwarz, cantante tedesco († 1992)
- 1913 - Joaquín Solano, cavaliere messicano († 2003)
- 1915 - Li Lili, attrice e cantante cinese († 2005)
- 1915 - Luigi Natali, politico e avvocato italiano († 2013)
- 1915 - David Trench, diplomatico inglese († 1988)
- 1915 - Tapio Wirkkala, designer e scultore finlandese († 1985)
- 1915 - Lester del Rey, autore di fantascienza, curatore editoriale e critico letterario statunitense († 1993)
- 1916 - Hank Beenders, cestista olandese († 2003)
- 1916 - Nadia Gallico Spano, politica italiana († 2006)
- 1917 - Dino Ciarlo, generale italiano († 2012)
- 1917 - Max Showalter, attore statunitense († 2000)
- 1917 - Romano Zaniol, pittore e scultore italiano († 1989)
- 1919 - Roberto Lacedelli, sciatore alpino e saltatore con gli sci italiano († 1983)
- 1919 - Florence Marly, attrice ceca († 1978)
- 1920 - Don Branson, pilota automobilistico statunitense († 1966)
- 1920 - Gino Cappello, dirigente sportivo e calciatore italiano († 1990)
- 1920 - Arturo Chiodi, giornalista, saggista e scrittore italiano († 2003)
- 1920 - Yolande Donlan, attrice statunitense († 2014)
- 1920 - Jorge Gudiño, cestista messicano († 1995)
- 1920 - Aristide Marchetti, partigiano, politico e antifascista italiano († 1994)
- 1920 - Marcel Reich-Ranicki, critico letterario e superstite dell'Olocausto tedesco († 2013)
- 1920 - Tex Schramm, dirigente sportivo statunitense († 2003)
- 1921 - Tom Callahan, cestista statunitense († 1996)
- 1921 - Ariella Farneti, politica italiana († 2006)
- 1921 - Ferenc Karinthy, scrittore, linguista e drammaturgo ungherese († 1992)
- 1921 - Bror Karlsson, calciatore svedese († 2011)
- 1921 - Lidia Martini, partigiana italiana († 2011)
- 1921 - Friedrich Rehmer, partigiano tedesco († 1943)
- 1921 - Shin'ichi Sekizawa, sceneggiatore giapponese († 1992)
- 1922 - Juan Antonio Bardem, regista cinematografico spagnolo († 2002)
- 1922 - Lorenzo Cappelli, politico italiano († 2015)
- 1922 - Eddie Donovan, allenatore di pallacanestro e dirigente sportivo statunitense († 2001)
- 1922 - Clair Patterson, chimico statunitense († 1995)
- 1922 - Mario Rossi, generale italiano († 2017)
- 1923 - Mario De Biasi, fotografo italiano († 2013)
- 1923 - Antonio Filograna, imprenditore e dirigente sportivo italiano († 2011)
- 1923 - Lloyd Stowell Shapley, matematico e economista statunitense († 2016)
- 1923 - Margot Trooger, attrice tedesca († 1994)
- 1924 - Peter Halliday, attore gallese († 2012)
- 1924 - Ahmed Mihoubi, calciatore francese († 2004)
- 1924 - Al Ruscio, attore statunitense († 2013)
- 1924 - József Verbényi, cestista ungherese († 2014)
- 1925 - Carlo Maria Badini, direttore teatrale italiano († 2007)
- 1925 - Ferdinando Clemente di San Luca, politico italiano († 2004)
- 1925 - Paul Huston, cestista statunitense († 1992)
- 1925 - Per Knudsen, calciatore danese († 1999)
- 1926 - Umberto Barbaresi, politico italiano († 2011)
- 1926 - Raul Hilberg, storico statunitense († 2007)
- 1926 - Albert Humphrey, economista statunitense († 2005)
- 1926 - Lodovico Meneghetti, architetto e urbanista italiano († 2020)
- 1926 - Sergio Musmeci, ingegnere italiano († 1981)
- 1926 - Milo O'Shea, attore irlandese († 2013)
- 1926 - Mario Piccioli, superstite dell'Olocausto italiano († 2010)
- 1926 - Red Pryor, cestista statunitense († 2005)
- 1926 - Carlo Ramous, scultore e pittore italiano († 2003)
- 1926 - Orlando Rao, calciatore e allenatore di calcio argentino († 1991)
- 1926 - Bill Tosheff, cestista statunitense († 2011)
- 1927 - Roberto Abbondanza, politico e storico italiano († 2009)
- 1927 - Dominique Blanchar, attrice francese († 2018)
- 1927 - Umberto Boniardi, ex calciatore italiano
- 1927 - Robert Louis Dressler, botanico statunitense († 2019)
- 1927 - Gilles Dubé, hockeista su ghiaccio e allenatore di hockey su ghiaccio canadese († 2016)
- 1927 - Thomas Hill, attore e regista statunitense († 2009)
- 1928 - Stig Claesson, scrittore svedese († 2008)
- 1928 - Luigi Gerardo Napolitano, ingegnere italiano († 1991)
- 1928 - George Wearring, cestista canadese († 2013)
- 1929 - Sergio Cuminetti, politico e imprenditore italiano († 1997)
- 1929 - Ken McGregor, tennista australiano († 2007)
- 1929 - Walter Schuster, sciatore alpino austriaco († 2018)
- 1929 - Jean Van Steen, calciatore belga († 2013)
- 1929 - Juan Evangelista Venegas, pugile portoricano († 1987)
- 1930 - Charles Conrad, astronauta statunitense († 1999)
- 1930 - Alfredo Diana, politico italiano († 2025)
- 1930 - Loi Estrada, medica e politica filippina
- 1930 - Everett "Vic" Firth, percussionista statunitense († 2015)
- 1930 - Elio Grani, calciatore italiano († 2014)
- 1931 - Antonio Aurigemma, politico e giornalista italiano († 2008)
- 1931 - Sandro Viola, giornalista italiano († 2012)
- 1931 - Viktor Carëv, calciatore e allenatore di calcio sovietico († 2017)
- 1931 - Jacques Garelli, poeta e filosofo francese († 2014)
- 1931 - Elena Kittnarová, soprano slovacco († 2012)
- 1931 - Dina Luce, giornalista, scrittrice e conduttrice radiofonica italiana († 2020)
- 1931 - Gianni Meccia, cantautore, paroliere e compositore italiano († 2024)
- 1932 - Frederick Dale Bruner, biblista e teologo statunitense
- 1932 - Bruno S., attore, pittore e musicista tedesco († 2010)
- 1932 - Gennaro Capuozzo, partigiano italiano († 1943)
- 1932 - Brian Clark, drammaturgo e sceneggiatore britannico († 2021)
- 1933 - Mihály Huszka, sollevatore ungherese († 2022)
- 1933 - Herb Olafsson, cestista canadese († 1992)
- 1933 - Rostislav Vargaškin, ex pistard sovietico
- 1934 - Karl-Heinz Feldkamp, ex calciatore e allenatore di calcio tedesco
- 1934 - Germano Mathias, cantante, compositore e attore brasiliano († 2023)
- 1934 - Bernardo Secchi, urbanista e economista italiano († 2014)
- 1934 - Robert Tessier, attore statunitense († 1990)
- 1935 - Ross Gillespie, hockeista su prato e allenatore di hockey su prato neozelandese († 2023)
- 1935 - Anthony Powell, costumista britannico († 2021)
- 1935 - Giulia Rubini, attrice italiana
- 1935 - Carol Shields, scrittrice canadese († 2003)
- 1935 - Alberto Terrani, attore italiano († 2021)
- 1936 - Philip Eaton, chimico statunitense († 2023)
- 1936 - Vladimir Golubničij, marciatore sovietico († 2021)
- 1937 - Alberto Biasi, pittore italiano
- 1937 - Bruno Cagli, critico musicale, musicologo e saggista italiano († 2018)
- 1937 - Marcello De Dorigo, fondista italiano († 2024)
- 1937 - Sally Kellerman, attrice statunitense († 2022)
- 1937 - Klaus-Michael Kühne, imprenditore tedesco
- 1937 - Giovanni Medeot, calciatore italiano († 2022)
- 1937 - Robert Paul, pattinatore artistico su ghiaccio canadese († 2024)
- 1937 - Gérard Rossé, biblista francese
- 1937 - Marianna Vardinoyannis, filantropa e socialite greca († 2023)
- 1938 - Crandell Addington, giocatore di poker, imprenditore e dirigente d'azienda statunitense († 2024)
- 1938 - Kevin Brownlow, regista britannico
- 1938 - Clifton Cushman, ostacolista statunitense († 1966)
- 1938 - Ron Ely, attore e scrittore statunitense († 2024)
- 1938 - Edda Göring, funzionaria tedesca († 2018)
- 1938 - Piero Ottaviano, presbitero italiano († 2005)
- 1938 - Marzia Ubaldi, attrice e doppiatrice italiana († 2023)
- 1938 - Désirée di Svezia, principessa svedese
- 1939 - Jørgen Jensen, lottatore danese († 1995)
- 1939 - Alberto Manchinu, politico italiano
- 1939 - Carlos Quintanar, cestista e allenatore di pallacanestro messicano († 2010)
- 1939 - Alfredo Stussi, filologo italiano
- 1940 - Christopher Bernau, attore televisivo statunitense († 1989)
- 1940 - Maree Cheatham, attrice statunitense
- 1940 - Costantino II di Grecia, re greco († 2023)
- 1940 - István Csom, scacchista ungherese († 2021)
- 1940 - Nico Garrone, critico teatrale, drammaturgo e sceneggiatore italiano († 2009)
- 1940 - Gordon Harris, calciatore inglese († 2014)
- 1940 - Ron Henry, calciatore inglese († 2014)
- 1940 - Oļģerts Jurgensons, ex cestista sovietico
- 1940 - Jurij Pšeničnikov, allenatore di calcio e calciatore sovietico († 2019)
- 1940 - Remigio Sturaro, rugbista a 15 e dirigente sportivo italiano († 2017)
- 1941 - Alain Cayzac, manager francese
- 1941 - Alain Denis, umorista, scrittore e illustratore francese († 2021)
- 1941 - Dinko Dermendžiev, allenatore di calcio e calciatore bulgaro († 2019)
- 1941 - Stacy Keach, attore statunitense
- 1941 - Kim Eui-tae, ex judoka sudcoreano
- 1941 - Carmine Lamanda, banchiere e dirigente d'azienda italiano
- 1941 - Lou Nanne, ex hockeista su ghiaccio e dirigente sportivo canadese
- 1941 - Irène Schweizer, musicista e pianista svizzera († 2024)
- 1941 - Charlie Watts, batterista britannico († 2021)
- 1942 - Stefan Behrens, attore e doppiatore tedesco
- 1942 - Tony Buzan, psicologo inglese († 2019)
- 1942 - Colette Goossens, ex nuotatrice belga
- 1942 - Ėduard Malafeeŭ, allenatore di calcio e ex calciatore sovietico
- 1943 - Crawford Barton, fotografo statunitense († 1993)
- 1943 - Ágota Bujdosó, pallamanista ungherese († 2025)
- 1943 - Bruno Ferrero, politico italiano († 2006)
- 1943 - Charles Haid, attore e regista televisivo statunitense
- 1943 - José Miguel Insulza, politico cileno
- 1943 - Blinky Palermo, pittore tedesco († 1977)
- 1943 - Mario Piantelli, indologo e storico delle religioni italiano
- 1943 - Gary H. Posner, chimico statunitense († 2018)
- 1943 - Crescenzio Sepe, cardinale e arcivescovo cattolico italiano
- 1943 - Frank Shu, astrofisico cinese († 2023)
- 1944 - Alain Caillé, sociologo francese
- 1944 - Gua Ah-leh, attrice e cantante taiwanese
- 1944 - Marvin Hamlisch, compositore, musicista e direttore d'orchestra statunitense († 2012)
- 1944 - Mario Merlino, attivista, scrittore e traduttore italiano
- 1944 - Carmine Santo Patarino, politico italiano
- 1944 - Carlo Stelluti, sindacalista e politico italiano († 2023)
- 1944 - Miyuki Ueda, doppiatrice giapponese
- 1944 - Garo Yepremian, giocatore di football americano statunitense († 2015)
- 1945 - Rita Borsellino, attivista e politica italiana († 2018)
- 1945 - Richard Long, fotografo e scultore britannico
- 1945 - Hans-Bert Matoul, ex calciatore tedesco orientale
- 1945 - Jon Peters, produttore cinematografico statunitense
- 1946 - Ryōichi Aikawa, allenatore di calcio giapponese († 2011)
- 1946 - Leonardo Boriani, giornalista italiano
- 1946 - Piero Cudini, storico della letteratura e critico letterario italiano († 2002)
- 1946 - John Du Cann, chitarrista e cantante britannico († 2011)
- 1946 - Lasse Hallström, regista svedese
- 1946 - Angelo Liberati, pittore italiano
- 1946 - Pietro Marcenaro, politico e sindacalista italiano
- 1946 - Inga Nielsen, soprano danese († 2008)
- 1946 - Tomomichi Nishimura, attore e doppiatore giapponese
- 1946 - Peter Sutcliffe, serial killer britannico († 2020)
- 1947 - Marie-Hélène Breillat, attrice, pittrice e scrittrice francese
- 1947 - Giorgio Cagnotto, ex tuffatore italiano
- 1947 - Marina Daunia, attrice italiana
- 1947 - Marco Dentici, scenografo italiano
- 1947 - Mark Elder, direttore d'orchestra britannico
- 1947 - Albert Innaurato, drammaturgo statunitense († 2017)
- 1947 - Bruno Longhi, giornalista, musicista e telecronista sportivo italiano
- 1947 - Tommy McLean, allenatore di calcio e ex calciatore scozzese
- 1948 - Giovanni Angelo Becciu, cardinale e arcivescovo cattolico italiano
- 1948 - Monica Hermansson, ex sciatrice alpina svedese
- 1948 - Jerry Mathers, attore statunitense
- 1948 - Bernardo Nespral, avvocato e giornalista argentino
- 1948 - Mario Andrea Rigoni, saggista, scrittore e poeta italiano († 2021)
- 1948 - Tullio Rossi, ex ciclista su strada italiano
- 1948 - Igor' Voznesenskij, regista sovietico
- 1949 - Yurek Bogayevicz, regista polacco
- 1949 - Omar Calabrese, semiologo italiano († 2012)
- 1949 - Aurora Cancian, attrice e doppiatrice italiana
- 1949 - Heather Couper, astronoma, giornalista e divulgatrice scientifica britannica († 2020)
- 1949 - Tommy Mandel, tastierista statunitense
- 1949 - Frank Rich, critico teatrale, opinionista e produttore televisivo statunitense
- 1949 - Neil Shicoff, tenore statunitense
- 1949 - Machiko Washio, attrice e doppiatrice giapponese
- 1950 - Carmelo Carrara, politico e magistrato italiano
- 1950 - Joanna Gleason, attrice canadese
- 1950 - Roberto Octavio González Nieves, arcivescovo cattolico portoricano
- 1950 - Krzysztof Lang, regista e sceneggiatore polacco
- 1950 - Lee Wan-koo, politico sudcoreano († 2021)
- 1950 - Eyal Ofer, imprenditore israeliano
- 1950 - Momčilo Vukotić, allenatore di calcio e calciatore jugoslavo († 2021)
- 1951 - Gilbert Baker, artista e attivista statunitense († 2017)
- 1951 - Dennis Bell, ex cestista statunitense
- 1951 - Antonio Benítez Fernández, calciatore spagnolo († 2014)
- 1951 - Kenneth Chenault, dirigente d'azienda statunitense
- 1951 - Edgardo Codesal Méndez, ex arbitro di calcio messicano
- 1951 - Marina Confalone, attrice e regista teatrale italiana
- 1951 - Massimo Costa, regista italiano († 2004)
- 1951 - Jeanine Pirro, conduttrice televisiva statunitense
- 1951 - François Jullien, filosofo, grecista e sinologo francese
- 1951 - Miguel Keith, militare statunitense († 1970)
- 1951 - Maguy Marin, coreografa e ballerina francese
- 1951 - Arnold Mühren, allenatore di calcio e ex calciatore olandese
- 1951 - Larry Robinson, allenatore di hockey su ghiaccio e ex hockeista su ghiaccio canadese
- 1951 - Renato Roffi, allenatore di calcio e ex calciatore italiano
- 1951 - Patrizia Rossi, scrittrice italiana
- 1951 - Frank C. Turner, attore canadese
- 1951 - Michael E. Uslan, produttore cinematografico e sceneggiatore statunitense
- 1952 - Gary Bettman, avvocato e dirigente sportivo statunitense
- 1952 - Tiziano Cantatore, cantautore e giornalista italiano
- 1952 - Dan Cramer, ex cestista statunitense
- 1952 - Charlee Jacob, scrittrice statunitense († 2019)
- 1952 - Bob Matteson, ex calciatore statunitense
- 1952 - Tariel Oniani, mafioso georgiano
- 1952 - Benito Floro, allenatore di calcio spagnolo
- 1952 - Wayne Talkes, calciatore inglese († 2021)
- 1952 - Ouriel Zohar, regista teatrale, drammaturgo e poeta israeliano
- 1953 - Riccardo Bellei, cantautore e conduttore radiofonico italiano († 2017)
- 1953 - Gideon Levy, giornalista israeliano
- 1953 - Roberto Manzione, politico e avvocato italiano
- 1953 - Giovanni Visentin, attore e regista italiano
- 1953 - Cornel West, filosofo, attivista e politico statunitense
- 1953 - Jamaal Wilkes, ex cestista statunitense
- 1954 - Vladislav Bajac, scrittore, poeta e giornalista serbo
- 1954 - Richard Allen Davis, assassino statunitense
- 1954 - Riccardo De Magistris, ex pallanuotista italiano
- 1954 - Dennis Haysbert, attore statunitense
- 1954 - Kęstutis Kasparavičius, scrittore e illustratore lituano
- 1954 - Chiyoko Kawashima, doppiatrice giapponese
- 1954 - Georges Lech, ex calciatore francese
- 1954 - Giovanni Nerbini, vescovo cattolico italiano
- 1954 - Steve Raible, ex giocatore di football americano statunitense
- 1954 - Zdeněk Šreiner, calciatore cecoslovacco († 2017)
- 1955 - Dana Carvey, attore, comico e imitatore statunitense
- 1955 - Michel Dalberto, pianista francese
- 1955 - Antonio Ereditato, fisico italiano
- 1955 - Aleksandr Perov, ex pistard russo
- 1955 - Alfredo Savoldi, dirigente sportivo e ex calciatore italiano
- 1955 - Micki Steele, bassista, chitarrista e cantante statunitense
- 1955 - Alessio Zaccaria, giurista italiano († 2025)
- 1955 - Aleksandr Zav'jalov, dirigente sportivo e ex fondista russo
- 1956 - Nikša Bavčević, allenatore di pallacanestro croato
- 1956 - Alex Chola, calciatore e allenatore di calcio congolese (Repubblica Democratica del Congo) († 1993)
- 1956 - Lil Fuccillo, allenatore di calcio e ex calciatore inglese
- 1956 - Ernesto Labarthe, ex calciatore peruviano
- 1956 - Jan Lammers, pilota automobilistico olandese
- 1956 - Vanni Moscon, allenatore di calcio e ex calciatore italiano
- 1956 - Mark Polansky, ex astronauta statunitense
- 1956 - Mani Ratnam, regista, sceneggiatore e produttore cinematografico indiano
- 1957 - Bartabas, regista e coreografo francese
- 1957 - Franca Biondelli, politica italiana
- 1957 - Gregory A. Boyd, teologo e saggista statunitense
- 1957 - Takīs Karatzoulidīs, ex cestista greco
- 1957 - Mark Lawrenson, ex calciatore e allenatore di calcio irlandese
- 1957 - Franklin Lobos, ex calciatore cileno
- 1957 - Luciano Pignataro, giornalista, scrittore e gastronomo italiano
- 1957 - Valeria Răcilă, ex canottiera romena
- 1957 - Mark Shreeve, compositore britannico († 2022)
- 1957 - Giannicola Sinisi, magistrato e politico italiano
- 1957 - Silvio Viale, politico italiano
- 1957 - Roberto Visentini, ex ciclista su strada e pistard italiano
- 1957 - Tomáš Vorel, regista e attore ceco
- 1957 - Mustafa al-Shaykh, generale siriano
- 1958 - Carol Andrew, ex cestista australiana
- 1958 - Mike Binder, attore, regista e sceneggiatore statunitense
- 1958 - Luca Danese, politico italiano
- 1958 - Eduardo Gómez, ex calciatore cileno
- 1958 - Lex Luger, ex wrestler, ex giocatore di football americano e ex culturista statunitense
- 1958 - Terry Moore, ex calciatore canadese
- 1958 - Claudio Pagliara, giornalista e saggista italiano
- 1958 - Slavica Ecclestone, ex modella e imprenditrice serba
- 1958 - Jo Vandeurzen, politico belga
- 1958 - Robert Wisden, attore britannico
- 1958 - Al Wood, ex cestista statunitense
- 1959 - Gianfranco Bortolotti, produttore discografico italiano
- 1959 - Conradin Cathomen, ex sciatore alpino svizzero
- 1959 - Rineke Dijkstra, fotografa olandese
- 1959 - Lydia Lunch, cantante, poetessa e scrittrice statunitense
- 1960 - Ol'ga Bondarenko, ex mezzofondista sovietica
- 1960 - Tony Hadley, cantante britannico
- 1960 - Gale Hansen, attore statunitense
- 1960 - Giovanni Paccosi, vescovo cattolico italiano
- 1960 - Bettina Schmidt, slittinista tedesca orientale († 2019)
- 1960 - Solange Maria de Castro, cestista brasiliana († 2017)
- 1960 - Pip Torrens, attore britannico
- 1961 - Alejandro Agresti, regista cinematografico, sceneggiatore e direttore della fotografia argentino
- 1961 - Dez Cadena, cantante e chitarrista statunitense
- 1961 - Liam Cunningham, attore irlandese
- 1961 - Zoran Ferić, scrittore croato
- 1961 - Fernando Lozano, ex giocatore di calcio a 5 argentino
- 1961 - Kerry Saxby-Junna, ex marciatrice australiana
- 1962 - Rolf-Göran Bengtsson, cavaliere svedese
- 1962 - Sibylle Berg, scrittrice e politica tedesca
- 1962 - Marco Crespi, allenatore di pallacanestro e telecronista sportivo italiano
- 1962 - Dan Frawley, ex hockeista su ghiaccio canadese
- 1962 - Paula Newby-Fraser, triatleta zimbabwese
- 1962 - Omar Paganini, politico e ingegnere uruguaiano
- 1962 - Mark Plaatjes, ex maratoneta sudafricano
- 1962 - Francesca Romana Salvi, architetto e scenografa italiana
- 1963 - Sandy Alick, ex calciatore vanuatuano
- 1963 - Nicolas Boukhrief, sceneggiatore e regista francese
- 1963 - Bernard Cazeneuve, politico francese
- 1963 - Ray Finch, politico britannico
- 1963 - Ane Gabarain, attrice e comica spagnola
- 1963 - German Juferov, ex pentatleta sovietico
- 1963 - Katsuya Kondō, fumettista, character designer e animatore giapponese
- 1963 - Norm Lewis, attore e baritono statunitense
- 1963 - Sybil, cantante statunitense
- 1963 - Mike J. Rogers, politico statunitense
- 1963 - Philipp Schuler, ex sciatore alpino svizzero
- 1964 - Walter Cristofoletto, ex rugbista a 15, allenatore di rugby a 15 e dirigente sportivo italiano
- 1964 - Bill Leversee, ex rugbista a 15, allenatore di rugby a 15 e dirigente sportivo statunitense
- 1964 - Caroline Link, regista e sceneggiatrice tedesca
- 1964 - Massimo Massetti, cardiochirurgo italiano
- 1964 - Mark Walters, ex calciatore inglese
- 1965 - Lucy Anderson, politica britannica
- 1965 - Franjo Arapović, ex cestista croato
- 1965 - David Campbell, ex calciatore nordirlandese
- 1965 - Jens-Peter Herold, ex mezzofondista tedesco
- 1965 - Sabine Laruelle, politica belga
- 1965 - Stephen Douglas Parkes, vescovo cattolico statunitense
- 1965 - Janus Rasmussen, ex calciatore faroese
- 1965 - Manuel Silvestre, ex pallanuotista spagnolo
- 1965 - Zoran Sokolović, bobbista bosniaco
- 1966 - Barbara Brighetti, paracadutista italiana
- 1966 - Keith Duffy, bassista irlandese
- 1966 - Kai Nürnberger, ex cestista tedesco
- 1966 - Jim Schwartz, ex giocatore di football americano e allenatore di football americano statunitense
- 1966 - Petra van Staveren, ex nuotatrice olandese
- 1966 - Marion Vernoux, regista e sceneggiatrice francese
- 1967 - Sisleide do Amor Lima, allenatrice di calcio e ex calciatrice brasiliana
- 1967 - Juryj Antanovič, allenatore di calcio e ex calciatore bielorusso
- 1967 - Kenny Atkinson, allenatore di pallacanestro e ex cestista statunitense
- 1967 - Antonio Calderón, allenatore di calcio e ex calciatore spagnolo
- 1967 - Bruno Murgia, politico italiano
- 1967 - Remigija Nazarovienė, ex multiplista lituana
- 1967 - Ara Petrosian, ex calciatore cipriota
- 1967 - Alessandro Pisci, attore e regista teatrale italiano
- 1967 - Carla Tuzzi, ex ostacolista italiana
- 1967 - Nadhim Zahawi, politico britannico
- 1968 - Merril Bainbridge, cantante australiana
- 1968 - Anne Briand, ex biatleta francese
- 1968 - Andy Cohen, conduttore televisivo, imprenditore e blogger statunitense
- 1968 - Talant Dujšebaev, ex pallamanista e allenatore di pallamano russo
- 1968 - Beetlejuice, rapper, attore e disc jockey statunitense
- 1968 - Mike Dean, ex arbitro di calcio inglese
- 1968 - Navid Negahban, attore iraniano
- 1968 - Jens Erik Rasmussen, allenatore di calcio e ex calciatore faroese
- 1968 - Francesca Rossi, ex cestista italiana
- 1969 - Cy Chadwick, attore, regista e produttore televisivo britannico
- 1969 - Íñigo Cuesta, ex ciclista su strada spagnolo
- 1969 - Murat Evliyaoğlu, ex cestista turco
- 1969 - Masanori Kizawa, ex calciatore giapponese
- 1969 - Lilija Ludan, ex slittinista ucraina
- 1969 - Michele Monina, scrittore, giornalista e direttore artistico italiano
- 1969 - Ol Parker, sceneggiatore e regista britannico
- 1969 - Evgenij Pašutin, allenatore di pallacanestro e ex cestista russo
- 1969 - Paulo Sérgio, ex calciatore brasiliano
- 1969 - Vjekoslav Škrinjar, ex calciatore croato
- 1969 - Túlio, ex calciatore e politico brasiliano
- 1969 - David Wheaton, ex tennista statunitense
- 1970 - Mar Bordallo, attrice, doppiatrice e direttrice del doppiaggio spagnola
- 1970 - Paula Cale, attrice statunitense
- 1970 - Georgi Donkov, ex calciatore bulgaro
- 1970 - B-Real, rapper statunitense
- 1970 - Xavier Jan, ex ciclista su strada francese
- 1970 - Antracite Lignano, pallanuotista e allenatore di pallanuoto italiano
- 1970 - Karen Mok, cantante, attrice e designer cinese
- 1970 - Walter Nudo, attore, conduttore televisivo e modello canadese
- 1970 - Patricia Riggen, regista, sceneggiatrice e produttrice cinematografica messicana
- 1970 - Eric Riley, ex cestista statunitense
- 1970 - Ėlen Šakirova, ex cestista russa
- 1970 - Hiroyuki Yoshino, sceneggiatore giapponese
- 1971 - Philippe Brinquin, ex calciatore francese
- 1971 - Ondrej Daňko, ex calciatore slovacco
- 1971 - Michael Andrew Gielen, vescovo cattolico neozelandese
- 1971 - Jon Goodman, allenatore di calcio e ex calciatore irlandese
- 1971 - Jo Koy, comico e attore statunitense
- 1971 - Anthony Montgomery, attore statunitense
- 1971 - Edith Niederfriniger, triatleta italiana
- 1971 - Corrado Oddi, attore e regista italiano
- 1971 - Joel Tobeck, attore neozelandese
- 1971 - Irina Tolkunova, pallanuotista russa
- 1971 - Craig Watson, triatleta neozelandese
- 1971 - Rustam Šaripov, ex ginnasta ucraino
- 1972 - Mark Beaumont, critico musicale e giornalista inglese
- 1972 - Wayne Brady, comico, conduttore televisivo e attore statunitense
- 1972 - David Collins, politico, calciatore e cestista gilbertese
- 1972 - Alessandra Facchinetti, stilista italiana
- 1972 - Zak Ibsen, ex calciatore statunitense
- 1972 - Kacjaryna Karstėn, canottiera bielorussa
- 1972 - John McGreal, allenatore di calcio e ex calciatore inglese
- 1972 - Wentworth Miller, attore e sceneggiatore statunitense
- 1972 - Xavier Soria, ex calciatore andorrano
- 1972 - Marijo Tot, allenatore di calcio e ex calciatore croato
- 1972 - Vincenzo Trione, saggista, storico e critico d'arte italiano
- 1972 - Carlo Virzì, musicista, regista e sceneggiatore italiano
- 1972 - Tigran Yesayan, ex calciatore armeno
- 1972 - Zhu Qi, ex calciatore e ex giocatore di calcio a 5 cinese
- 1973 - Carlos Acosta, ballerino, direttore artistico e coreografo cubano
- 1973 - Marina Brambilla, docente e germanista italiana
- 1973 - Kevin Feige, produttore cinematografico e produttore televisivo statunitense
- 1973 - Teófilo Ferreira, ex nuotatore brasiliano
- 1973 - Marko Kristal, allenatore di calcio e ex calciatore estone
- 1973 - Vlada Vukoičić, allenatore di pallacanestro serbo
- 1973 - David Witt, allenatore di tennis e ex tennista statunitense
- 1973 - Danijel Štefulj, ex calciatore croato
- 1974 - Leah Cairns, attrice canadese
- 1974 - Paul Greene, attore canadese
- 1974 - Gata Kamskij, scacchista statunitense
- 1974 - Aljaž Pegan, ex ginnasta sloveno
- 1974 - Boris Sanamé, ex giocatore di calcio a 5 cubano
- 1974 - Matt Serra, artista marziale misto statunitense
- 1975 - Lisandro Alonso, regista e sceneggiatore argentino
- 1975 - Neşe Baykent, attrice turca
- 1975 - Beatriz Carrillo, politica spagnola
- 1975 - Cătălina Cristea, ex tennista rumena
- 1975 - Dontae' Jones, ex cestista statunitense
- 1975 - Kuo Yi-hang, ex sollevatrice taiwanese
- 1975 - Jill Officer, giocatrice di curling canadese
- 1975 - Viola Prestieri, produttrice cinematografica italiana
- 1975 - Sébastien Schemmel, ex calciatore francese
- 1975 - Chiara Scuvera, politica italiana
- 1976 - Igor Angelovski, allenatore di calcio e ex calciatore macedone
- 1976 - Carlo Boccarini, ex velocista italiano
- 1976 - Earl Boykins, ex cestista statunitense
- 1976 - Adriana Gerši, ex tennista ceca
- 1976 - Yoshinobu Minowa, ex calciatore giapponese
- 1976 - Gabriela Navrátilová, ex tennista ceca
- 1976 - Antônio Rodrigo Nogueira, artista marziale misto brasiliano
- 1976 - Antônio Rogério Nogueira, artista marziale misto e ex pugile brasiliano
- 1976 - Tim Rice-Oxley, pianista e compositore britannico
- 1976 - 'Masenate Mohato Seeiso, regina lesothiana
- 1976 - Māris Smirnovs, ex calciatore lettone
- 1976 - Bulcsú Székely, pallanuotista ungherese
- 1976 - Mara Urbani, pattinatrice di short track italiana
- 1976 - Matt Wait, pilota motociclistico statunitense
- 1976 - Radek Ładczuk, direttore della fotografia polacco
- 1977 - Teet Allas, ex calciatore estone
- 1977 - Roberta Ammendola, giornalista e conduttrice televisiva italiana
- 1977 - Stian Berget, ex calciatore norvegese
- 1977 - Maximiliano Estévez, ex calciatore argentino
- 1977 - Illja Kyva, politico ucraino († 2023)
- 1977 - Riccardo Maffoni, cantautore italiano
- 1977 - Roberto Piantoni, alpinista italiano († 2009)
- 1977 - Zachary Quinto, attore e produttore cinematografico statunitense
- 1977 - Kasia Stankiewicz, cantante polacca
- 1977 - AJ Styles, wrestler statunitense
- 1977 - Dariush Yazdani, allenatore di calcio e ex calciatore iraniano
- 1977 - Dorian Çollaku, ex martellista albanese
- 1978 - Taj Burrow, surfista australiano
- 1978 - Dominic Cooper, attore britannico
- 1978 - Nikki Cox, attrice statunitense
- 1978 - Alejandro Delorte, ex calciatore argentino
- 1978 - Hernán Garcias, allenatore di calcio a 5 e ex giocatore di calcio a 5 argentino
- 1978 - Janne Hietanen, ex calciatore finlandese
- 1978 - Lew Hawk, rapper statunitense
- 1978 - Justin Long, attore statunitense
- 1978 - Nicolas Mathieu, scrittore francese
- 1978 - Angelica Novak, attrice italiana
- 1978 - Patrick Ovie, ex calciatore nigeriano
- 1978 - Yi So-yeon, astronauta sudcoreana
- 1978 - William da Silva Barbosa, ex calciatore brasiliano
- 1979 - Morena Baccarin, attrice brasiliana
- 1979 - Stanislav Balašov, ex cestista ucraino
- 1979 - Butterfly Boucher, cantautrice e polistrumentista australiana
- 1979 - Fernando Miguel Fernández Escribano, allenatore di calcio e ex calciatore spagnolo
- 1979 - Choirul Huda, calciatore indonesiano († 2017)
- 1979 - Andreas Ihle, canoista tedesco
- 1979 - Davide Minnella, regista, sceneggiatore e autore televisivo italiano
- 1979 - Chiara Perfetti, ex cestista italiana
- 1979 - James Ransone, attore statunitense
- 1979 - Natalia Rodríguez, ex mezzofondista spagnola
- 1979 - Mark Spicoluk, bassista e produttore discografico canadese
- 1980 - Alessandro Raveggi, scrittore e saggista italiano
- 1980 - Dola Banerjee, ex arciera indiana
- 1980 - Aurélia Beigneux, politica francese
- 1980 - Caio Blat, attore cinematografico e attore teatrale brasiliano
- 1980 - Mariano Bogliacino, ex calciatore uruguaiano
- 1980 - Brian Bowles, artista marziale misto statunitense
- 1980 - Leigh Bromby, ex calciatore inglese
- 1980 - Guilherme Giovannoni, ex cestista brasiliano
- 1980 - Nacissela Maurício, ex cestista angolana
- 1980 - Fabrizio Moretti, batterista brasiliano
- 1980 - Alexia Oberstolz, ex mezzofondista italiana
- 1980 - Aleksandra Przybysz, ex pallavolista polacca
- 1980 - Bobby Simmons, ex cestista statunitense
- 1980 - Esteban Solari, allenatore di calcio e ex calciatore argentino
- 1980 - Shingo Suetsugu, velocista giapponese
- 1980 - Abby Wambach, ex calciatrice statunitense
- 1980 - Tomasz Wróblewski, musicista polacco
- 1980 - Lindsey Yamasaki, ex cestista e allenatrice di pallacanestro statunitense
- 1981 - Fredrik Backman, scrittore svedese
- 1981 - Juliana Buhring, ciclista e scrittrice britannica
- 1981 - Nikolaj Davydenko, allenatore di tennis e ex tennista russo
- 1981 - Jon Favreau, politico e funzionario statunitense
- 1981 - Joaquim Ferreira, artista marziale misto brasiliano
- 1981 - Christian Friedrich, bobbista tedesco
- 1981 - Kurt Hovelijnck, ex ciclista su strada belga
- 1981 - Mario Incudine, cantante, attore teatrale e polistrumentista italiano
- 1981 - Marouan Kechrid, ex cestista tunisino
- 1981 - Francisco Maldonado, ex calciatore spagnolo
- 1981 - Nicolas Plestan, ex calciatore francese
- 1981 - Peter Reekers, allenatore di calcio e ex calciatore olandese
- 1981 - Admir Teli, ex calciatore albanese
- 1981 - Velvet Sky, wrestler statunitense
- 1982 - Jamal Alioui, allenatore di calcio e ex calciatore marocchino
- 1982 - Abdul Buhari, discobolo britannico
- 1982 - Ákos Kovrig, ex calciatore ungherese
- 1982 - José Monteiro de Macedo, ex calciatore guineense
- 1982 - Antti Okkonen, ex calciatore finlandese
- 1982 - Jewel Staite, attrice canadese
- 1982 - Fredy Thompson, calciatore guatemalteco
- 1982 - Denis Trento, scialpinista italiano († 2024)
- 1982 - Eddy Viator, calciatore francese
- 1983 - Maxime Baca, ex calciatore francese
- 1983 - Diana Gandega, ex cestista francese
- 1983 - Leela James, cantante statunitense
- 1983 - Ronny König, ex calciatore tedesco
- 1983 - Toni Livers, fondista svizzero
- 1983 - Stephen Nicol, rugbista a 15 italiano
- 1983 - Delia Ramirez, politica statunitense
- 1983 - Julija Snigir', attrice e modella russa
- 1983 - Fredrik Stenman, dirigente sportivo e ex calciatore svedese
- 1983 - Timothy Thatcher, wrestler statunitense
- 1983 - Aleksej Tichomirov, schermidore russo
- 1983 - Brooke White, cantautrice statunitense
- 1983 - Aline Zeler, calciatrice belga
- 1984 - Ihor Borysyk, ex nuotatore ucraino
- 1984 - Kevin Duhaney, attore e doppiatore canadese
- 1984 - Tyler Farrar, ex ciclista su strada statunitense
- 1984 - Paulius Grybauskas, ex calciatore lituano
- 1984 - Mile Ilić, ex cestista serbo
- 1984 - Reid Klopp, calciatore americo-verginiano
- 1984 - Erika Villaécija, ex nuotatrice spagnola
- 1985 - Damián Frascarelli, calciatore uruguaiano
- 1985 - Bjørnar Holmvik, calciatore, giocatore di calcio a 5 e allenatore di calcio norvegese
- 1985 - Vittoria Hyde, disc jockey, conduttrice radiofonica e cantante italiana
- 1985 - Marco Iannitello, attore italiano
- 1985 - Jurij Jehošyn, nuotatore ucraino
- 1985 - Dmytro Kyrpuljans'kyj, pentatleta ucraino
- 1985 - Giulia Michelini, attrice italiana
- 1985 - Annette Ngo Ndom, calciatrice camerunese
- 1985 - Lucas Rossi, hockeista su prato argentino
- 1985 - Francisco Sánchez Silva, calciatore cileno
- 1985 - Miyuki Sawashiro, attrice e doppiatrice giapponese
- 1985 - Maria Kristin Yulianti, giocatrice di badminton indonesiana
- 1986 - Sebastian Achim, calciatore rumeno
- 1986 - Margret Altacher, ex sciatrice alpina austriaca
- 1986 - Mamadou Cisse, ex nuotatore guineano
- 1986 - Chiara Colosimo, politica italiana
- 1986 - Franck Dja Djédjé, calciatore ivoriano
- 1986 - Dejan Đenić, calciatore serbo
- 1986 - Marta Jeschke, velocista polacca
- 1986 - Bilal Mohammed, calciatore qatariota
- 1986 - Stanislav Slavejkov, cestista bulgaro
- 1986 - ZZ Ward, musicista, cantante e cantautrice statunitense
- 1987 - Tobias Arlt, slittinista tedesco
- 1987 - Arturo Badillo, pugile messicano
- 1987 - Diego Cardozo, calciatore argentino
- 1987 - Paul Carter, ex cestista statunitense
- 1987 - Murat Chotov, ex calciatore russo
- 1987 - Darin, cantante svedese
- 1987 - Giuseppe Figliomeni, dirigente sportivo e ex calciatore italiano
- 1987 - Seiya Fujita, ex calciatore giapponese
- 1987 - Pablo Guzmán, pallavolista portoricano
- 1987 - David Huertas, cestista portoricano
- 1987 - Yoann Huget, ex rugbista a 15 francese
- 1987 - Ibán Iyanga, ex calciatore spagnolo
- 1987 - Pascale Jeuland, ex pistard e ciclista su strada francese
- 1987 - Matthew Koma, musicista, cantautore e produttore discografico statunitense
- 1987 - Alexis Masbou, pilota motociclistico francese
- 1987 - Aida Mohammadkhani, attrice iraniana
- 1987 - Rachael Morrison, atleta paralimpica statunitense
- 1987 - Sarah Reid, skeletonista canadese
- 1987 - V″jačeslav Šarpar, ex calciatore ucraino
- 1987 - Sonakshi Sinha, attrice indiana
- 1988 - Mustafa Abdul-Hamid, ex cestista statunitense
- 1988 - Sergio Agüero, ex calciatore argentino
- 1988 - Mister Alexander, giocatore di football americano statunitense
- 1988 - Taïna Barioz, ex sciatrice alpina francese
- 1988 - Patrik Berglund, hockeista su ghiaccio svedese
- 1988 - Vasil Božikov, ex calciatore bulgaro
- 1988 - Luciano De Cecco, pallavolista argentino
- 1988 - Chico, ex calciatore portoghese
- 1988 - Takashi Inui, calciatore giapponese
- 1988 - Lee Seung-gi, calciatore sudcoreano
- 1988 - Awkwafina, attrice, comica e rapper statunitense
- 1988 - Abigail Mac, attrice pornografica e regista statunitense
- 1988 - Amber Marshall, attrice canadese
- 1988 - Jacopo Massari, pallavolista italiano
- 1988 - Andreea Mogoș, schermitrice italiana
- 1988 - Dušan Nulíček, calciatore ceco
- 1988 - Kendel Ross, ex cestista canadese
- 1988 - Aris Zarifović, calciatore sloveno
- 1989 - Freddy Adu, ex calciatore ghanese
- 1989 - Liviu Antal, calciatore rumeno
- 1989 - Davide Appollonio, ex ciclista su strada italiano
- 1989 - Lalita Babar, siepista e mezzofondista indiana
- 1989 - Stephan Bender, attore statunitense
- 1989 - Austin Davis, ex giocatore di football americano e allenatore di football americano statunitense
- 1989 - Christian Haselberger, ex calciatore austriaco
- 1989 - Cooper Helfet, giocatore di football americano statunitense
- 1989 - Óscar Iglesias, giocatore di calcio a 5 spagnolo
- 1989 - Nikolaj Kuksenkov, ex ginnasta ucraino
- 1989 - Isbel Mesa, pallavolista cubano
- 1989 - Jorge Miramón, calciatore spagnolo
- 1989 - Elman Tagaýew, calciatore turkmeno
- 1990 - Oliver Baumann, calciatore tedesco
- 1990 - Kristiina Brask, cantante finlandese
- 1990 - Sarah Clement, pallavolista statunitense
- 1990 - Iōanna Diela, cestista greca
- 1990 - Ádám Elek, ex giocatore di football americano ungherese
- 1990 - Hanna Erikson, ex fondista svedese
- 1990 - Jon Ludvig Hammer, scacchista norvegese
- 1990 - Israil Kasumov, lottatore russo
- 1990 - Michał Kwiatkowski, ciclista su strada polacco
- 1990 - Eddie Lacy, ex giocatore di football americano statunitense
- 1990 - Jack Lowden, attore britannico
- 1990 - Stefan Mair, ex ciclista su strada austriaco
- 1990 - Nathan Ribeiro, ex calciatore brasiliano
- 1990 - Sebastián Saavedra, pilota automobilistico colombiano
- 1990 - Dalila Vignando, nuotatrice italiana
- 1990 - Steven John Ward, attore sudafricano
- 1990 - Kirils Ševeļovs, ex calciatore lettone
- 1991 - Alessandro Andreozzi, pilota motociclistico italiano
- 1991 - Haruna Jammeh, calciatore gambiano
- 1991 - Nicky Clark, calciatore scozzese
- 1991 - Karol Mondek, calciatore slovacco
- 1991 - Mediop Ndiaye, calciatore senegalese
- 1991 - Christabel Nettey, lunghista canadese
- 1991 - Alex Parker, direttore d'orchestra, compositore e produttore teatrale inglese
- 1991 - Rachel Rinast, calciatrice svizzera
- 1991 - Ryan Tyack, arciere australiano
- 1991 - Kristīne Vītola, cestista lettone
- 1992 - Magomed Ankalaev, artista marziale misto russo
- 1992 - Amiruddin Sharifi, calciatore afghano
- 1992 - Yousri Belgaroui, kickboxer olandese
- 1992 - Axel Coronado, copilota di rally spagnolo
- 1992 - Celia Fiorotto, cestista argentina
- 1992 - Charles Grethen, mezzofondista lussemburghese
- 1992 - Robert Herron, giocatore di football americano statunitense
- 1992 - Kishan Hirani, giocatore di snooker gallese
- 1992 - Zaur Kabaloev, lottatore russo
- 1992 - Oleksandr Karavajev, calciatore ucraino
- 1992 - Pajtim Kasami, calciatore macedone
- 1992 - Elin Landström, ex calciatrice svedese
- 1992 - Li Muhao, cestista cinese
- 1992 - Sérgio Oliveira, calciatore portoghese
- 1992 - Matea Parlov Koštro, maratoneta e mezzofondista croata
- 1992 - Alexander Schwolow, calciatore tedesco
- 1992 - Ethan Slater, attore, cantante e sceneggiatore statunitense
- 1993 - Davide Agazzi, calciatore italiano
- 1993 - Mustafa Al-Bassas, calciatore saudita
- 1993 - Alex Garcia Mendoza, judoka cubano
- 1993 - Matěj Hanousek, calciatore ceco
- 1993 - Peter Haring, calciatore austriaco
- 1993 - Harry Hudson, cantautore statunitense
- 1993 - Laura Ledesma, attrice e cantante spagnola
- 1993 - Yuki Miyazawa, cestista giapponese
- 1993 - Abedin Mujezinović, mezzofondista bosniaco
- 1993 - Billel Omrani, calciatore francese
- 1993 - Francesca Peppucci, politica italiana
- 1993 - Patrick Rakovsky, calciatore tedesco
- 1993 - Higor, calciatore brasiliano
- 1993 - Melis Sezer, tennista turca
- 1993 - Tiago Silva, calciatore portoghese
- 1993 - Lukas Spendlhofer, calciatore austriaco
- 1993 - Adam Taggart, calciatore australiano
- 1993 - Julie Van De Velde, ciclista su strada belga
- 1993 - Wang Shangyuan, calciatore cinese
- 1993 - Annie Winquist, ex sciatrice alpina norvegese
- 1993 - Fadi Zidan, calciatore israeliano
- 1994 - Álvaro de Arriba, mezzofondista spagnolo
- 1994 - Zoran Arsenić, calciatore croato
- 1994 - Yacouba Camara, rugbista a 15 francese
- 1994 - Rodrigo Contreras, ciclista su strada colombiano
- 1994 - Mohammed Darweesh, calciatore palestinese
- 1994 - Matteo Di Gennaro, calciatore italiano
- 1994 - Germain Ifedi, giocatore di football americano statunitense
- 1994 - Eric Jacobsen, cestista statunitense
- 1994 - Inge Jansen, tuffatrice olandese
- 1994 - Dīmītrīs Kōnstantinidīs, calciatore greco
- 1994 - Jonatan Lucca, calciatore brasiliano
- 1994 - Jemma McKenzie-Brown, attrice britannica
- 1994 - Mohamed Mezghrani, calciatore belga
- 1994 - Roniel da Silva Costa, calciatore brasiliano
- 1994 - Ronnie Stanley, giocatore di football americano statunitense
- 1994 - Egor Šamov, calciatore russo
- 1995 - Autumn Bailey, pallavolista canadese
- 1995 - Sterling Beaumon, attore, modello e cantante statunitense
- 1995 - Camilo Cándido, calciatore uruguaiano
- 1995 - Tre Flowers, giocatore di football americano statunitense
- 1995 - Chelsea Islan, attrice indonesiana
- 1995 - Evelyn Mawuli, cestista giapponese
- 1995 - Nawat Phumphothingam, attore televisivo thailandese
- 1995 - Matías Rigoleto, calciatore uruguaiano
- 1995 - Fiammetta Rossi, tiratrice a volo italiana
- 1995 - Damian Stevens, rugbista a 15 namibiano
- 1995 - Talita Te Flan, nuotatrice ivoriana
- 1995 - Marcelina Witek, giavellottista polacca
- 1995 - Laslo Đere, tennista serbo
- 1996 - Luiz Araújo, calciatore brasiliano
- 1996 - Matthew Denny, discobolo e martellista australiano
- 1996 - Cameron Dummigan, calciatore nordirlandese
- 1996 - Ojie Edoburun, velocista britannico
- 1996 - Jacy Jayne, wrestler statunitense
- 1996 - Matthew Knigge, pallavolista statunitense
- 1996 - Bradley Mazikou, calciatore francese
- 1996 - Andreas Müller, ballerino italiano
- 1996 - Brittany O'Grady, attrice statunitense
- 1996 - Soufiane Rahimi, calciatore marocchino
- 1996 - Eroni Mawi, rugbista a 15 figiano
- 1997 - Andia, cantante rumena
- 1997 - Luis Figge, cestista tedesco
- 1997 - Vencislav Kerčev, calciatore bulgaro
- 1997 - Álex López, calciatore spagnolo
- 1997 - Miroslava Mištinová, cestista slovacca
- 1997 - Roxana Popa Nedelcu, ex ginnasta spagnola
- 1997 - Dominik Prokop, calciatore austriaco
- 1997 - Sergej Rostovcev, pistard e ciclista su strada russo
- 1997 - Bénédicte Simon, calciatrice francese
- 1997 - Alejandro Tabilo, tennista cileno
- 1997 - Manon Uffren, calciatrice francese
- 1997 - Michel Vlap, calciatore olandese
- 1997 - Marie Wattel, nuotatrice francese
- 1998 - Nahuel Arena, calciatore argentino
- 1998 - Nicole Gamba, pallavolista italiana
- 1998 - Robert Grecu, calciatore rumeno
- 1998 - Siebe Horemans, calciatore belga
- 1998 - Nozomi Maruyama, saltatrice con gli sci giapponese
- 1998 - Tereza Mihalíková, tennista slovacca
- 1998 - Alton Robinson, giocatore di football americano statunitense
- 1998 - Juan Pablo Romero, calciatore argentino
- 1998 - Annachiara Sarto, giurista italiana
- 1998 - Aleksa Stepanović, cestista serbo
- 1998 - Mátyás Tajti, calciatore ungherese
- 1998 - Takuya Uchida, calciatore giapponese
- 1998 - Kristián Vallo, calciatore slovacco
- 1999 - Andrés Camilo Ardila, ciclista su strada colombiano
- 1999 - Christian Darrisaw, giocatore di football americano statunitense
- 1999 - Arianna De Masi, velocista italiana
- 1999 - Federico Girotti, calciatore argentino
- 1999 - Johan Hagberg, ex sciatore alpino svedese
- 1999 - Carlo Holse, calciatore danese
- 1999 - Marco Marxer, calciatore liechtensteinese
- 1999 - Oslimg Mora, calciatore peruviano
- 1999 - Abdulla Anwar, calciatore emiratino
- 1999 - Alex O'Connell, cestista statunitense
- 1999 - Marit Raaijmakers, pistard e ciclista su strada olandese
- 1999 - Alberto Razzetti, nuotatore italiano
- 1999 - Laura Stephens, nuotatrice britannica
- 1999 - Silke Van Avermaet, pallavolista belga
- 1999 - Wei Yi, scacchista cinese
- 1999 - Paweł Wąsek, saltatore con gli sci polacco
- 1999 - Kaiki Yamaguchi, lottatore giapponese
- 2000 - Pedro Campos, calciatore cileno
- 2000 - Idekel Domínguez, calciatore messicano
- 2000 - Michelle Heimberg, tuffatrice svizzera
- 2000 - Lilimar Hernandez, attrice venezuelana
- 2000 - Jay Idzes, calciatore olandese
- 2000 - Tommy Iva, calciatore malgascio
- 2000 - Elian Lehto, sciatore alpino finlandese
- 2000 - Seraina Piubel, calciatrice svizzera
- 2000 - Manolo Portanova, calciatore italiano
- 2000 - Richard Ríos, calciatore colombiano
- 2000 - Nahuel Suárez, calciatore uruguaiano
- 2000 - Tommy Tremble, giocatore di football americano statunitense
- 2000 - Catharina Weiss, sciatrice alpina e cestista tedesca

## XXI secolo(30)
- 2001 - Peter Guinari, calciatore centrafricano
- 2001 - Áslaug Munda Gunnlaugsdóttir, calciatrice islandese
- 2001 - Atdhe Mazari, calciatore albanese
- 2001 - Ten Miyagi, calciatore giapponese
- 2002 - Nevin Harrison, canoista statunitense
- 2002 - Madison Hu, attrice statunitense
- 2002 - Charles Medway, calciatore anglo-verginiano
- 2002 - Jakov-Anton Vasilj, calciatore croato
- 2002 - Nikola Čavlina, calciatore croato
- 2003 - Sofus Berger, calciatore danese
- 2003 - Yusuf Demir, calciatore austriaco
- 2003 - Luca Jaquez, calciatore svizzero
- 2003 - Marcus Linday, calciatore svedese
- 2003 - Shintarō Mochizuki, tennista giapponese
- 2003 - Vanja Radivojević, giocatore di football americano serbo
- 2003 - Nurgjul Salimova, scacchista bulgara
- 2003 - George Snook, canoista neozelandese
- 2003 - Jeremy Ray Taylor, attore statunitense
- 2003 - Ivan Ćubelić, calciatore croato
- 2004 - Juan Gauto, calciatore argentino
- 2004 - Helin Kandemir, attrice e doppiatrice turca
- 2004 - Leïla Lacan, cestista francese
- 2004 - Mattéo Nkurunziza, calciatore burundese
- 2004 - Ibrahim Zubairu, calciatore ghanese
- 2004 - Matěj Šín, calciatore ceco
- 2005 - Iker Fimbres, calciatore messicano
- 2005 - Simona Villella, ginnasta italiana
- 2006 - Adam Aznou, calciatore marocchino
- 2006 - Givairo Read, calciatore olandese
- 2009 - Maria Ioanna Amerali, nuotatrice artistica greca